# Andrey Yepishin
Andreï Épichine (né le 10 juin 1981 à Joukovski) est un athlète russe spécialiste du 100 m.

## Palmarès

### Jeux olympiques
- Jeux olympiques 2004 à Athènes ( Grèce)
  - éliminé en séries sur 100 m

### Championnats du monde d'athlétisme en salle
- Championnats du monde d'athlétisme en salle 2003 à Birmingham ( Royaume-Uni)
  - éliminé en demi-finale sur 60 m
- Championnats du monde d'athlétisme en salle 2004 à Budapest ( Hongrie)
  - éliminé en demi-finale sur 60 m
- Championnats du monde d'athlétisme en salle 2006 à Moscou ( Russie)
  -  Médaille d'argent sur 60 m
- Championnats du monde d'athlétisme en salle 2008 à Valence ( Espagne)
  - 8e sur 60 m

### Championnats d'Europe d'athlétisme
- Championnats d'Europe d'athlétisme 2006 à Göteborg ( Suède)
  -  Médaille d'argent sur 100 m

### Championnats d'Europe d'athlétisme en salle
- Championnats d'Europe d'athlétisme en salle 2005 à Madrid ( Espagne)
  - 4e sur 60 m